# 建築四要素
《建筑四要素》（德語：Die vier Elemente der Baukunst）是德国建筑学家戈特弗里德·森佩尔（Gottfried Semper）的重要著作，出版于1851年。作者运用人类学的透镜来解释建筑的起源，并将建筑解构为四个要素：火炉、屋顶、墙体和高台。 每个要素的起源都可以在古老的"野蛮人"群体中找到：
- 火炉 – 冶金、陶瓷
- 屋顶 – 木工
- 墙体 – 纺织、编织
- 高台 – 土方